# Gonomyia nigrohalterata
Gonomyia nigrohalterata là một loài ruồi trong họ Limoniidae. Chúng phân bố ở miền Australasia.